# Victor Ioniță
Victor Ioniță (n. 11 mai 1983) este un fost jucător și actual antrenor de tenis român. Ca jucător, pe 23 mai 2005, a atins cea mai înaltă poziție ATP la simplu din cariera sa, #187.
De la sfârșitul anului 2014 el este antrenorul celei mai bune tenismane române a momentului, Simona Halep. Anterior a mai antrenat-o și pe Sorana Cîrstea.

## Participant în finale

### Simplu, 2 (1–1)
| Legend                    |
| ATP Challenger Tour (1–1) |

| Rezultat   | Nr | Data (Finală)      | Turneu               | Suprafață | Adversar în finală | Scor        |
| Câștigător | 1. | 12 septembrie 2004 | Brașov, România      | Clay      | Simone Bolelli     | 6–1, 7–6(3) |
| Finalist   | 2. | 27 martie 2005     | Saint-Brieuc, Franța | Clay      | Olivier Patience   | 0–6, 2–6    |